# Nutteln (Holsten)
 For alternative betydninger, se Nutteln. (Se også artikler, som begynder med Nutteln)
Nutteln er en by og en kommune i det nordlige Tyskland, beliggende i Amt Schenefeld i den nordvestlige del af Kreis Steinburg. Kreis Steinburg ligger i den sydvestlige del af delstaten Slesvig-Holsten.

## Geografi
Nutteln ligger omkring 10 km nordvest for Itzehoe lige syd for Vaale ved Landesstraße L 327 (tidligere Bundesstraße B431), lige på grænsen mellem marsken og geesten. Vandløbet Nuttelner Bach løber gennem kommunen.